# Solkin Ruz
Solkin Ruz Ondategui (Ciudad de México; 30 de marzo de 1991) es un actor mexicano, nieto del arqueólogo Alberto Ruz Lhuillier, quien descubrió la tumba de Pakal “El grande” rey de palenque.  
Hijo del escritor, productor y activista Alberto Ruz Buenfil y de María Lourdes Ondategui, nació el 30 de marzo de 1991 en la comunidad ecológica de Huehuecoyotl, en Tepoztlán, Morelos.  
Creció dentro de una familia de artistas, músicos, actores, activistas ambientales, sociales y políticos.
Su amor por el arte viene desde niño.  
A los 6 años de edad se incorpora a “La Caravana arcoíris por la paz” (Viaje en un autobús desde México hasta Argentina) movimiento artista, activista, cultural y social donde estuvo por los siguientes 8 años viviendo, viajando, trabajando y compartiendo con diversas comunidades indígenas, cárceles, escuelas, culturas y naciones.  
Siempre comunicando a través del arte, la música, el baile,  el teatro, los talleres y conferencias, un mensaje de paz y preservación del medio ambiente.  
A los 18 años de edad regresa a la Ciudad de México a estudiar la carrera de actuación y comenzar a contar historias desde los distintos personajes en ficción.
Los últimos años se ha dado a conocer en México como actor por su trabajo en los diferentes personajes que ha interpretado para producciones de cine, televisión y teatro.

## Biografía
Solkin Ruz nació el 30 de marzo de 1991 en Tepoztlán, Morelos, en México. El crecer en una Eco-aldea como lo es Huehuecoyotl lo hizo desde niño interesarse en el arte, en el teatro, la música y el cuidado de la tierra. 
No solo solo al haber crecido en una familia de artistas, si no en un entorno con personas de todo el mundo. En un lugar donde no existió nunca espacio de discriminación política, económica, ideológica, religiosa, social y racial.
Antes de hacer su debut como actor en México, estuvo viajando por América del sur, con el grupo artístico "La caravana arcoíris por la paz", en un autobús que partió desde México en 1996, donde tras una ceremonia donde Solkin le entregó al Sub-comandante Marcos la bandera de la paz y llegó en 2007 a Tierra del fuego, Argentina. Compartiendo con todo tipo de comunidades, aprendiendo y creciendo su interés por el arte, teatro y la música.
A los 18 años después de haber vivido en más de 15 países, regresa a la Ciudad de México a comenzar su carrera artística de una forma profesional.
Desde niño siempre su pasión ha sido conocer y contar historias.

## Carrera
Desde 2012, Solkin ha participado en diferentes proyectos como actor. Su debut en México fue en 2012, cuando participó en diferentes episodios, obras de teatro y programas de Televisión, pero fue hasta el 2013 con el personaje de "Javi" en la telenovela La Vecina, producción de Televisa, que su carrera comenzó a tomar forma. Al año siguiente, en 2014 Solkin salta a la pantalla grande y se incursiona en el cine nacional con la película Como te ves me vi con el personaje de "Beto". En cada uno de sus personajes ha demostrado una gran capacidad de trasformarse en otras personalidades desde la ficción.
En 2016 interpreta a un joven mecánico en la telenovela Enamorándome de Ramón, con el personaje de "Chava". Ese mismo año comienza a trabajar con el personaje "Agente Delgado" en la serie de La Piloto segunda temporada con W Studios.
Su primer trabajo con la cadena Telemundo fue el divertido "Wisin Garcia", personaje para Un poquito tuyo 2019, en una nueva faceta de comedia. Al año siguiente volvimos a ver a Solkin nuevamente en comedia con el personaje de "Tini" de la serie de W Studios Como tú no hay dos 2020.
Uno de sus trabajos más exigentes no solo a nivel físico, si no mental y emocional, fue la obra de teatro "La Naranja Mecánica" donde dio más de 380 funciones desde 2019 hasta 2020.
Solkin después de casi un año regresa a la televisión con su personaje antagónico "Lucas Bejarano" de la icónica serie Si Nos Dejan, otro de los personajes que consolidan su carrera.
Al año siguiente lo vemos en el que para el asegura que ha sido uno de sus mayores retos, la serie Mi Secreto en donde después de un largo proceso de audiciones, es invitado a darle vida a "Tony Acosta", quien al ser un personaje español, significó un trabajo muy completo sobre todo para poder lograr el acento que necesitaba.
En 2022 vuelve a aparecer en la pantalla grande con el personaje "Jorge" de la película mexicana "Atrapadas en familia" del director de Sexo, pudor y lágrimas 2, "Alonso Iñiguez".
También filma su primer película internacional "The Blood Priestess" 2023, con el personaje de "Nicolás", Coproducción Japonesa, Coreana y Mexicana, de la cual todavía no se tiene información para su estreno.

## Filmografía

### Películas
| Año  | Título               | Papel   | Notas                  | Refs                                            |
| ---- | -------------------- | ------- | ---------------------- | ----------------------------------------------- |
| 2017 | Como te ves me vi    | Beto    | Protagonista principal | [ 1 ]                                           |
| 2022 | Atrapadas en Familia | Jorge   | Protagonista principal | https://www.filmaffinity.com/es/film558393.html |
| 2022 | The Blood Priestess  | Nicolas | Protagonista principal | https://www.filmaffinity.com/es/film687390.html |

### Televisión
| Año         | Título                     | Papel            | Notas             | Refs  |       |
| ----------- | -------------------------- | ---------------- | ----------------- | ----- | ----- |
|             |                            |                  |                   |       |       |
| 2015–2016   | La vecina                  | Javier «Javi»    | 84 episodios      | [ 2 ] |       |
| 2016        | Yago                       |                  |                   |       |       |
| 2016        | Por siempre Joan Sebastian | Pancho           |                   |       |       |
| 2017        | Enamorándome de Ramón      | Salvador ″Chava″ | 56 episodios      | [ 3 ] |       |
| 2018        | La piloto                  | Agente Delgado   | Segunda temporada |       |       |
| 2019        | Un poquito tuyo            | Wisin Garcia     | 60 episodios      | [ 4 ] |       |
| 2019        | Por amar sin ley           | Beto             | Segunda temporada |       |       |
| 2020        | Como tú no hay 2           | Trini            | 45 episodios      |       |       |
| 2021        | Si nos dejan               | Lucas Bejarano   | 80 episodios      |       | [ 5 ] |
| 2022 - 2023 | Mi secreto                 | Tony             | 110 episodios     |       |       |